# Почтовые индексы в Чехии

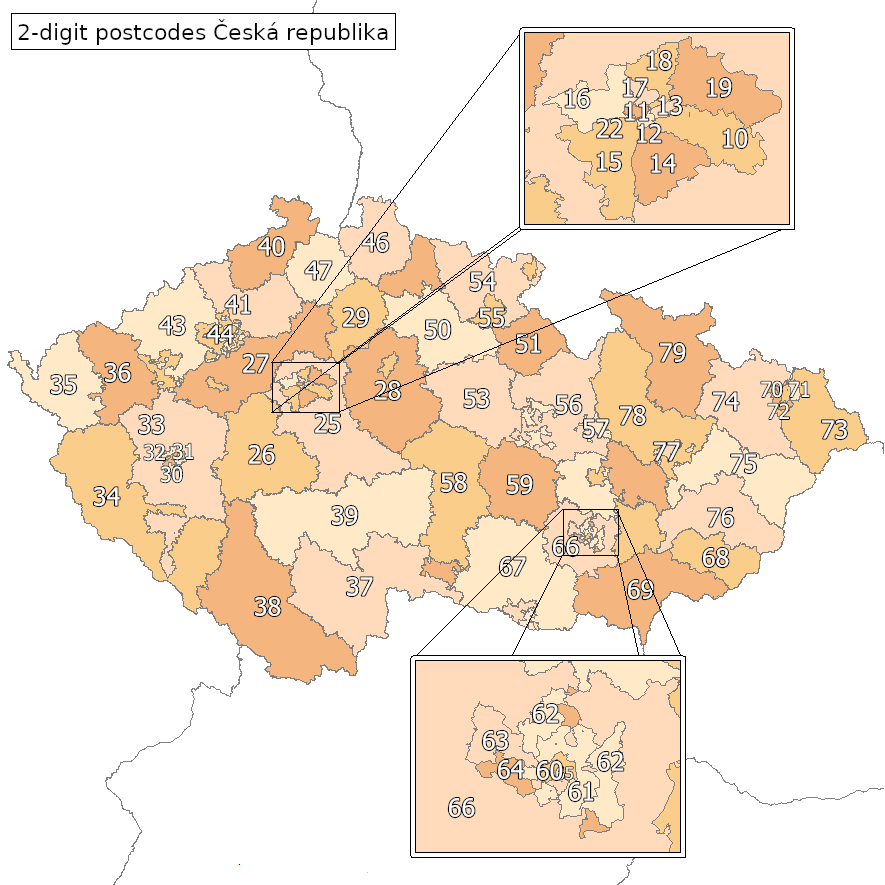
Карта деления территории Чехии на зоны по первым двум цифрам почтового индекса (PSČ)

Почтовые индексы в Чехии — система почтовых кодов Чехии (чеш. Poštovní směrovací číslo — «почтовый маршрутный номер», сокращённо PSČ), которая предусматривает деление территории страны на семь главных почтовых зон и использование пятизначных цифровых кодов.

## Описание
Почтовый индекс состоит из пяти цифр, которые обычно записываются с пробелом следующим образом: XXX XX.
Первая цифра указывает номер региона:
- 1 — столица Чешской Республики, Прага. Вторая цифра обозначает один из 10 районов Праги; так, к примеру, 160 00 обозначает почтамт в Праге (6 — Дейвице).
- 2 — центральная Богемия (272 01 — Кладно, 280 01 — Колин). Коды 200 00 — 249 99 зарезервированы под внутренние нужды самой почты и не присвоены никакому региону. Центральное распределительное почтовое отделение Праги использует 225 00.
- 3 — западная и южная Богемия (301 00 — 326 00 — Пльзень, 360 01 —Карловы Вары, 370 01 — Ческе-Будеёвице).
- 4 — северная Богемия (400 01 — Усти-над-Лабем, 460 01 — Либерец).
- 5 — восточная Богемия (500 01 — Градец-Кралове, 530 01 — Пардубице, 541 01 — Трутнов, 586 01 — Йиглава).
- 6 — южная Моравия (600 00 — 659 99 — Брно, 690 01 — Бржецлав).
- 7 — северная Моравия (779 00 — Оломоуц, 760 01 — Злин, 700 01 — 729 99 — Острава).
- 8, 9, 0 — присвоены Словакии.

Адреса с большими объёмами пересылаемой корреспонденции могут получить собственный почтовый индекс.
При написании адреса почтовый индекс указывается перед названием города. При печатании или написании печатными буквами первые три цифры отделяются от последующих двух одним пробелом, при этом 2 пробела отделяют почтовый индекс от названия города, например:
Na Příkopě 28

115 03 Praha 1
На конвертах и почтовых карточках обычно ниже адресного поля имеются пять прямоугольников, предназначенных для указания цифр почтового индекса.

## История
Система почтовой индексации была введена в бывшей Чехословакии в 1973 году, и с тех пор индексы не менялись.